# Miquel Badia i Graells
Miquel Badia i Graells (Guissona, 1926 - Barcelona, 2016) fou un pedagog i instrumentista català.
Inicià els estudis musicals amb el seu tiet, Pedro Huguet al seu poble natal i amb Miguel Armengol a Barcelona. Va finalitzar els seus estudis de trombó de vares i pistons al Conservatori Municipal de Música de Barcelona amb Valentín Gavin, al mateix temps que estudiava piano, violí, percussió, composició, instrumentació i direcció d'orquestra amb Eduard Toldrà, Joaquim Zamacois, Mariano Sainz de la Maza, Rafael Ferrer, José García Gago i Antoni Ros Marbá entre d'altres.
En el transcurs de la seva vida com instrumentista va passar pels càrrecs següents: músic de primera del Cuerpo de Bandas Militares del Ejército de Madrid (1952), trombó solista de l'orquestra del Gran Teatre del Liceu de Barcelona (1953) i trombó solista de l'Orquestra Municipal de Barcelona (1958-1986).
Li va preocupar molt l'ensenyament del seu instrument, sobretot des que va ocupar, mitjançant oposicions, la plaça de professor especial de trombó de vares i de pistons, bombardí i tuba al Conservatori Superior Municipal de Barcelona (1961).
El 1969 col·laborà en el concert que Duke Ellington feu a Santa Maria del Mar. Dirigí i interpretà l’enregistrament de Nocturn musical (1970). Des d'aleshores, publicà a partir de 1970 escrits pedagògics diferents, entre els quals trobem Escuela moderna para trombón de varas (1970), Escalas y arpegios (1973), Flexibilidad (1977) i Método completo para trombón de pistones, bombardino, tuba y demás saxhorns bajos (1980), obres que són emprades en molts dels conservatoris del territori espanyol. També va compondre diverses obres, especialment pel seu instrument, entre les quals trobem Evocación, Romanza sin palabras o Serenata española.Tanmateix va dirigir varies orquestres de cambra en produccions per a la televisió.
Al llarg de la seva carrera musical, formà part de diversos grups de música de cambra, realitzà nombroses gravacions discogràfiques (Nocturno musical), dirigí concerts de la Banda Municipal de Barcelona i, entre 1983 i 1987, de la Banda d'alumnes del conservatori.

## Obres
- Divertimento, 1989
- Evocación, 1989
- Impromptu, 1989
- Capricho, 1989
- Coral y fantasía, 1989
- Romanza sin palabras, 1989
- Serenata española, 1989
- Solo de concurso, 1989
- Nocturno Musical, 1970